# ماركو آبرو
ماركو آبرو (بالبرتغالية: Marco Abreu‏) (مواليد 8 ديسمبر 1974) هو لاعب كرة قدم. يلعب مع منتخب أنغولا لكرة القدم. سبق له أن لعب في كأس العالم لكرة القدم مع منتخب بلاده.

## روابط خارجية
- ماركو آبرو على موقع قاعدة بيانات كرة القدم.إي يو (الإنجليزية)
- ماركو آبرو على موقع ليكيب (الفرنسية)
- ماركو آبرو على موقع ناشيونال فوتبول تيمز (الإنجليزية)
- ماركو آبرو على موقع Soccerway.com (الإنجليزية)
- ماركو آبرو على موقع عالم كرة القدم.نت (الإنجليزية)